# 파그파그

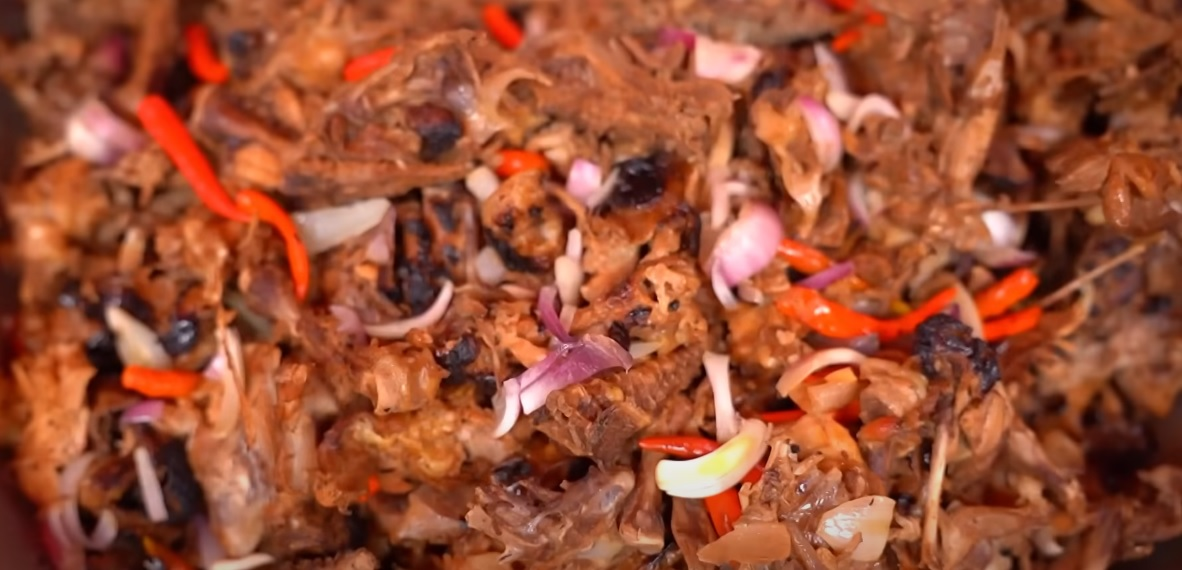

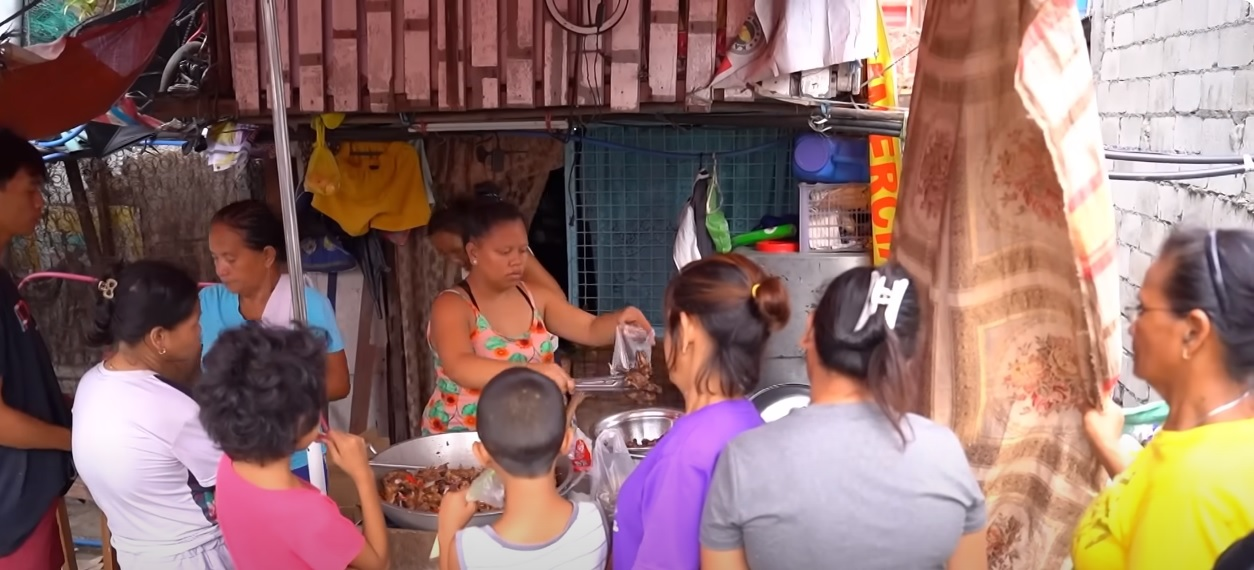
마닐라에서 파그파그를 판매하는 사진

파그파그(Pagpag)는 필리핀에서 빈곤층이 먹는 음식물 쓰레기 잔반 음식을 뜻하는데, 식당에서 버린 음식물 쓰레기나 식료품점에서 버린 유통기한이 지난 식재료로 만들어진다. 파그파그는 타갈로그어로 먼지를 털어낸다는 뜻이다.